# قانون کلیویس
قانون کلیویس (به انگلیسی: Clavius's Law) در منطق کلاسیک برای اثبات درستی یک گزاره از نادرستی نفی آن استفاده می‌شود. بنابراین می‌توان گفت که با تعلیق به محال مرتبط است، اما می‌تواند یک گزاره را فقط با استفاده از نقیض خود و مفهوم سازگاری اثبات کند. برای صورت‌بندی دقیق‌تر، بیان می‌کند که اگر گزاره‌ای نتیجهٔ نقیضش باشد، آنگاه درست است. به‌صورت صوری:
{\displaystyle \models (\neg A\rightarrow A)\rightarrow A}

## شکل‌های معادل
می‌دانیم که {\displaystyle P\to Q} هم‌ارز است با {\displaystyle \neg P\lor Q}، پس قانون کلیویس را به‌شکل زیر نیز می‌توانیم بنویسیم:
{\displaystyle \models (\neg \neg A\lor A)\rightarrow A}

## تاریخچه
قانون کلیویس یک الگوی استدلالی رایج در قرن هفدهم در اروپا بود که برای اولین بار در بخشی از پروترپتیکوس ارسطو ظاهر شد: "اگر باید فلسفه‌ورزی کنیم، پس باید فلسفه‌ورزی کنیم؛ و اگر نباید فلسفه‌ورزی کنیم، پس باید فلسفه‌ورزی کنیم؛ یعنی برای توجیه این دیدگاه؛ در هر صورت، باید فلسفه‌ورزی کنیم.»
بارنز به‌طور گذرا ادعا می‌کند که اصطلاح "Consequentia mirabilis" یا admirable consequence (به معنی «نتیجهٔ قابل تحسین») فقط به استنتاج گزاره از نادرستی نقیض آن اشاره دارد و اصطلاح قانون کلیویس به استنتاج نقیض گزاره از نادرستی خود گزاره اشاره دارد.